# Elecciones generales de Santa Lucía de 2016
Las elecciones generales se celebraron en Santa Lucía el 6 de junio de 2016. El resultado fue una victoria para el Partido Unido de los Trabajadores, que obtuvo once de los diecisiete escaños. El 7 de junio de 2016, el líder del Partido Unido de los Trabajadores, Allen Chastanet, asumió el cargo de Primer Ministro.

## Sistema electoral
Los 17 miembros elegidos de la Asamblea Legislativa fueron elegidos por mayoría simple en circunscripciones uninominales.  Después de las elecciones, se elige un Presidente, que puede ser de fuera de la Cámara.

## Resultados
| Partido                                          | Votos   | %     | Escaños | +/– |
| ------------------------------------------------ | ------- | ----- | ------- | --- |
| Partido Unido de los Trabajadores de Santa Lucía | 46,183  | 54.79 | 11      | +5  |
| Partido Laborista de Santa Lucía                 | 37,148  | 44.07 | 6       | –5  |
| Movimiento Popular Santalucense                  | 154     | 0.18  | 0       | 0   |
| Independientes                                   | 811     | 0.96  | 0       | 0   |
| Votos nulos/en blanco                            | 2,179   | –     | –       | –   |
| Total                                            | 86,475  | 100   | 17      | 0   |
| Votantes registrados/participación               | 161,883 | 53.42 | –       | –   |
| Fuente: Electoral Department                     |         |       |         |     |

## Elecciones Generales
- Elecciones generales de Santa Lucía de 1951
- Elecciones generales de Santa Lucía de 1954
- Elecciones generales de Santa Lucía de 1957
- Elecciones generales de Santa Lucía de 1961
- Elecciones generales de Santa Lucía de 1964
- Elecciones generales de Santa Lucía de 1969
- Elecciones generales de Santa Lucía de 1974
- Elecciones generales de Santa Lucía de 1979
- Elecciones generales de Santa Lucía de 1982
- Elecciones generales de Santa Lucía de 1992
- Elecciones generales de Santa Lucía de 1997
- Elecciones generales de Santa Lucía de 2001
- Elecciones generales de Santa Lucía de 2011